# 約翰巷教堂

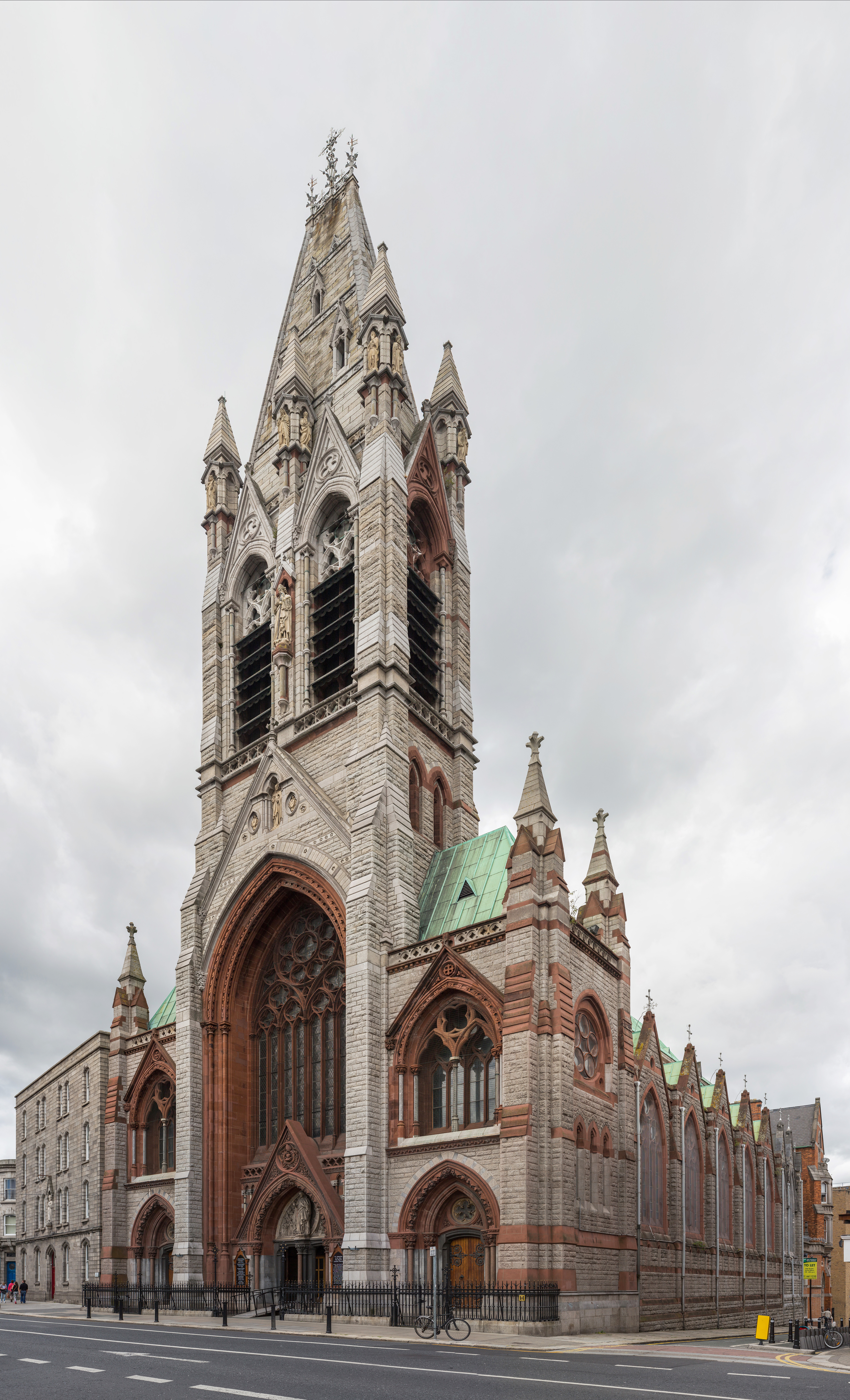

約翰巷教堂（John's Lane Church）是位於愛爾蘭首都都柏林托馬斯街的一座教堂，開幕於1874年，位於聖約翰醫院（創建於1182年）的舊址之上，接近中世紀時期的市中心。教堂外觀竣工於1895年，內部裝修則竣工於1911年。

## 外部連結
- Irish Architecture site with images
- Church website （页面存档备份，存于）